# Cuc de seda
|  | Aquest article tracta sobre l'insecte. Si cerqueu el llibre de Joanne Rowling, vegeu «El cuc de seda». |

El cuc de seda (Bombyx mori) és una espècie de lepidòpter ditrisi de la família dels bombícids, originari del nord d'Àsia. És un insecte holometàbol, és a dir, té metamorfosi completa; això vol dir que abans d'arribar a la fase d'adult ha de passar per més d'una fase i que els individus larvals i adults són morfològicament diferents. El cuc de seda és la fase larvària d'aquesta espècie.
La cria d'aquesta espècie s'inicià a la Xina, cap a l'any 2500 aC. Més tard va ser introduïda a nombrosos països, on actualment hom la cultiva industrialment per obtenir la seda, una fibra amb la qual es teixeixen teles d'alta qualitat i extraordinària resistència. Aquesta fibra es fila a partir dels filaments que s'extrauen dels capolls del cuc de seda. La capa de la botja és la camisa del capoll del cuc de seda (cadars).

## Cicle biològic
El desenvolupament del cuc de seda consta de quatre fases ben diferenciades: ou, eruga (larva), crisàlide i imago (adult).

### Primera fase: l'ou
Els ous acabats de pondre tenen un aspecte tou i són de color groc. A poc a poc van prenent una coloració més fosca i un aspecte més dur. Els ous que resten grocs o blancs, sense variar de color, són ous estèrils d'on no naixerà cap larva.
Els ous triguen entre 15 i 20 dies a fer l'eclosió a una temperatura entre 20 i 24 °C. Passat el temps oportú (gairebé un any), a la primavera, de dins dels ous surten unes petites larves de color gris fosc, peludes i que no superen els 3 mm de longitud.

### Segona fase: l'eruga
Acabades de sortir de l'ou les erugues són fosques i petites. El seu primer aliment és la closca de l'ou, molt rica i nutritiva. Ha sigut necessari que l'eruga es mengés la closca per poder sortir de l'ou, tot i que no se la mengen tota, només el foradet per on surten. Després d'això el seu únic i exclusiu aliment seran les fulles tendres de morera.
Al cap de tres o quatre dies (segons la temperatura) els cucs de seda realitzen una muda, canviant la cutícula per una altra major i part dels seus òrgans, entre ells les mandíbules. Realitza un total de quatre mudes, passant per cinc etapes diferents. La larva es queda quieta i estirada cap amunt, i un cop regenerats els seus òrgans interns, surt de la seva pell, tot deixant-la enrere, de manera similar que les serps. La màscara que formava el cap i les mandíbules, cau, deixant pas a la formació de les noves.
Al final d'aquesta fase els cucs de seda són d'un color blanquinós, alguns amb ratlles grises.

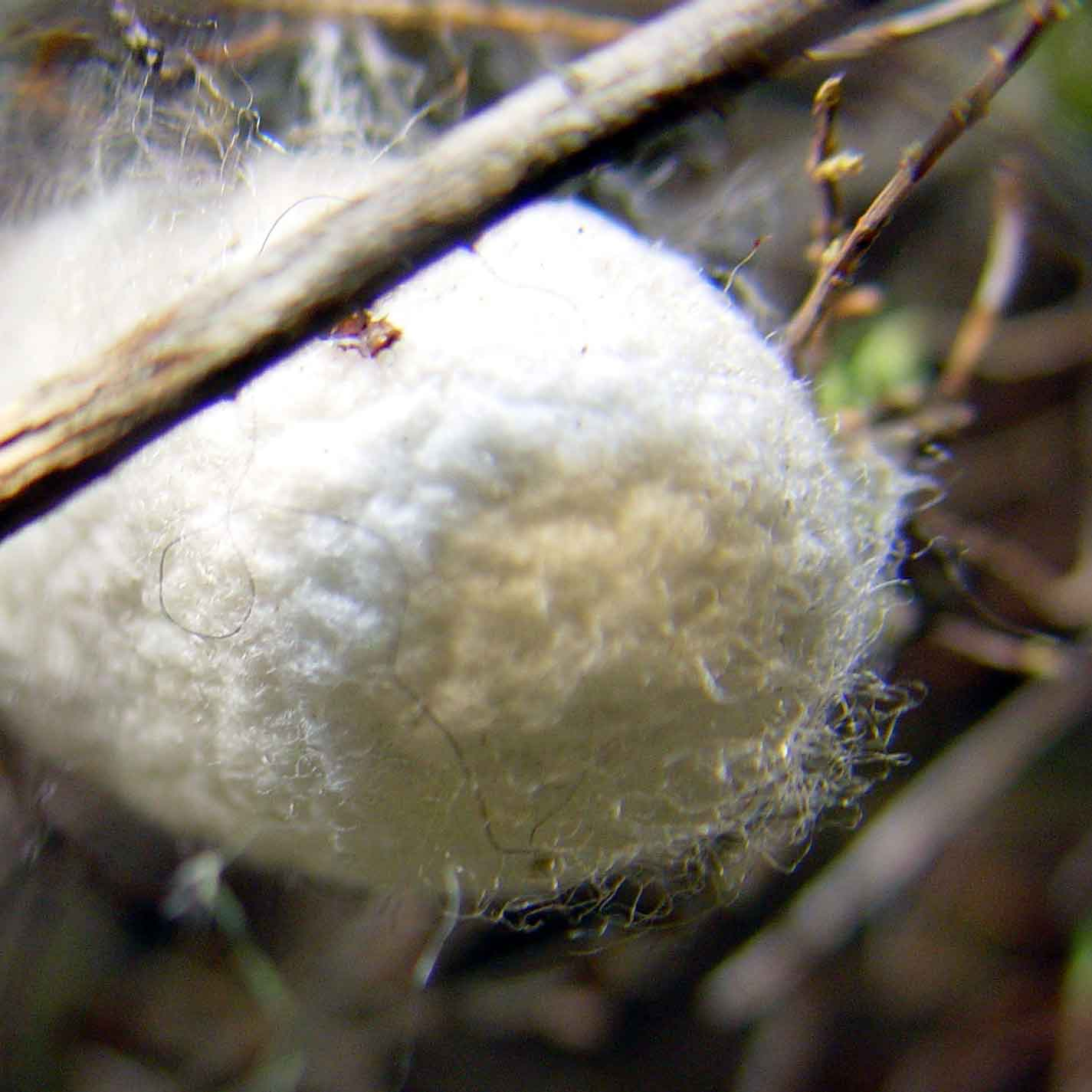
Capoll

Durant aquesta fase el cuc de seda es dedica a fabricar el capoll de seda, on passarà a la tercera fase de la seva vida. Els primers metres de seda són de color blanc. Amb aquesta primera seda, no gaire valuosa per als humans, el cuc de seda fabrica els primers suports i la part exterior blanca que envolta el capoll com un núvol. Més tard apareix la seda de color, que pot ser taronja, groga o també blanca.
Per produir el fil de seda, el metabolisme de la larva transforma en dextrina el midó de les fulles de morera que ha consumit. El procés de construcció del capoll, que li servirà d'embolcall protector per convertir-se en crisàlide, dura uns quatre dies. L'eruga expulsa a l'exterior, per un orifici i de manera continuada, un líquid que és la seda, que se solidificarà en forma de fibra al contacte amb l'aire. Aquesta fibra pot arribar a tenir fins a 900 metres de llargària.

### Tercera fase: crisàlide
Quan ha acabat de fer el capoll, el cuc de seda descansa, i uns dies més tard fa una nova muda. En aquesta ocasió no canvia els seus òrgans i mandíbules, sinó que es converteix en una mena de mòmia anomenada nimfa, crisàlide o pupa, amb una coberta que al principi és flonja i transparent, però que al cap d'una estona es fa més dura i opaca. La nova forma es perfila en el contorn. On abans hi havia les potes de cuc ara hi ha unes pigues. Els cucs de seda resten adormits durant aquesta fase, mentre que a poc a poc es van definint els ulls, les antenes, les noves potes i el que més endavant seran les ales.

### Quarta fase: imago

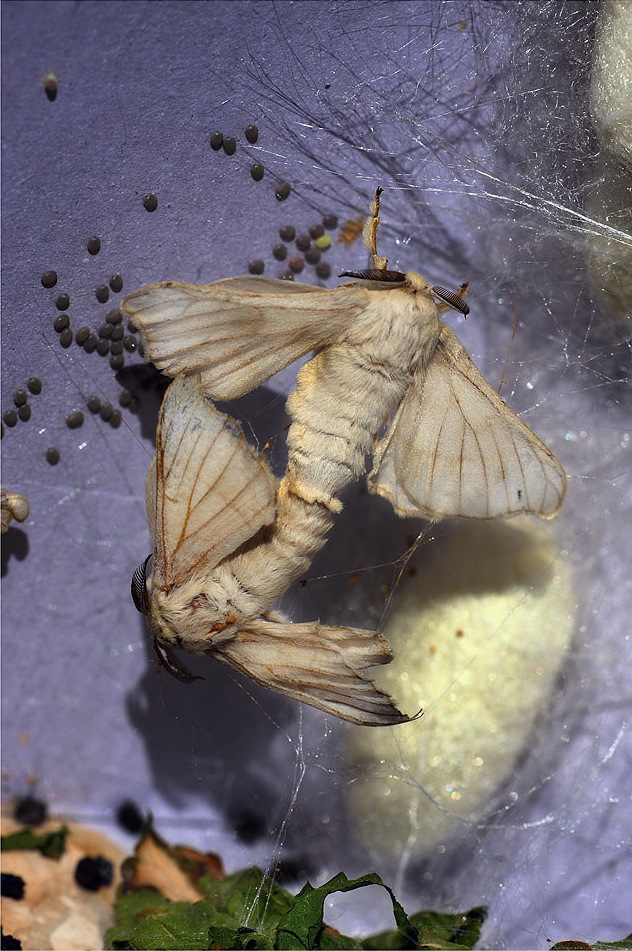
Còpula

En aquesta fase el cuc de seda és ja una papallona de seda. Per sortir del capoll té un líquid especial, àcid, que destrossa la fibra en petits trossos. Tot i l'ús d'aquest líquid, la papallona ha de fer un gran esforç per sortir. Sovint necessita trencar una mica la seda, un fil molt resistent. Per estirar les ales les papallones han de fer molta pressió durant una bona estona. És per això que al principi no poden volar. És en aquest moment també quan els mascles i les femelles s'aparellen. Un cop acabat l'aparellament les papallones ja poden volar i les femelles es dediquen a pondre els ous.
Per a ús comercial, les pupes es maten al voltant del desè dia després de finalitzat el capoll, submergint-les en aigua bullent o utilitzant vapor. El capoll es desfà curosament i el fil es renta per treure la substància adhesiva que el mantenia unit abans de procedir al seu teixit.

## Cria domèstica del cuc de seda
Perquè els cucs de seda creixin sans és important tenir en compte els següents aspectes:
- Els ous s'han de conservar en un lloc sec i fresc (lluny de formigues) fins a la primavera. S'ha d'anar amb compte amb la calefacció, ja que la calor farà que els cucs creguin que ja ha arribat la primavera i neixin abans que els arbres tinguin fulles.

- No els pot faltar mai el menjar, fulles de morera. Si les fulles han estat guardades uns dies a la nevera, és important treure-les un parell d'hores abans i submergir-les en aigua per tal que recuperin la humitat que han perdut. Les fulles no poden provenir d'un arbre que hagi estat fumigat; això causaria la mort de les larves.

- Els cucs de seda s'han de guardar en un lloc on no els toqui el sol, si s'escalfen massa poden morir.

- Quan es queden quiets amb el cap aixecat i no es mouen, és que estan en fase de muda. Aquesta fase dura entre 24 i 30 hores, i no se'ls ha de tocar.

## Història
Els xinesos varen ser els primers a descobrir els avantatges d'aquesta fibra i elaborar el teixit. I tant valoraven aquest producte que varen prohibir treure els cucs fora de l'imperi, castigant-se amb la mort a qui ho intentés. Tanmateix, alguns cucs varen arribar a Occident, segons explicava Teòfanes, un autor cristià de finals segle VI dC, en un dels seus 10 llibres d'història: «la cria de cucs de seda va ser coneguda a Bizanci gràcies a un persa, sota el regnat de Justinià; abans que ell, els romans ignoraven com fer-ho. Aquest persa havia tornat de la terra dels xinesos amb un bastó buit per dins que havia omplert completament amb ous del cuc de la seda. Els va mantenir vius fins a arribar a Bizanci, i quan va arribar la primavera i els ous varen descloure, els va donar fulles de morerar per menjar».
"Alimentats com de costum, aquests cucs varen desenvolupar les ales i completant tot el cicle biològic. L'emperador Justinià va explicar més tard la manera de criar els cucs de seda als Turcs. Els va deixar estupefactes, perquè aquests ocupaven llavors les fronteres limítrofes amb la Xina i no coneixien aquesta tècnica”.
Pel 2011, uns investigadors de l'Institut d'Investigació i Enginyeria de Singapur van presentar un procediment per tintar la seda mitjançant l'alimentació del cuc amb les pròpies tintes.